# واندا ماكسيموف (عالم مارفل السينمائي)
واندا ماكسيموف هي شخصية خيالية تجسّدها إليزابيث أولسن ضمن عالم مارفل السينمائي (MCU)، وهي مبنية على شخصية تحمل الاسم نفسه في قصص مارفل المصورة. تُقدَّم واندا كلاجئة من دولة "سوكوفيا"، تتطوع مع شقيقها التوأم بيترو ماكسيموف للخضوع لتجارب أجرتها منظمة "هيدرا". نتيجة لذلك، تكتسب قدرات على التحريك الذهني والتحكم بالطاقة بعد تعرضها لحجر العقل، وتصبح لاحقًا قادرة على تسخير "سحر الفوضى". تنضم إلى المنتقمين وتساعدهم في القضاء على ألترون، وتُصبح واحدة من أقوى الأعضاء في الفريق.
تدخل واندا في علاقة عاطفية مع زميلها في الفريق فيجن، إلى أن يُقتل. تتأثر بالـ"التفكك" وتختفي، لكنها تُستعاد إلى الحياة لاحقًا. في أعقاب حزنها، تُصاب واندا بانهيار نفسي، وتستخدم قواها لحبس بلدة ويستفيو في نيوجيرسي داخل واقع وهمي، حيث تتزوج فيجن وتنجب منه طفلين: بيلي وتومي ماكسيموف. يضعها ذلك في مواجهة مع منظمة "سورد" (S.W.O.R.D.) والساحرة أغاثا هاركنس، مما يؤدي إلى تجلّي هويتها القديمة المتنبأ بها: "الساحرة القرمزية".
تستولي واندا لاحقًا على كتاب "الداركهولد"، وتستخدمه لتعلّم أسرار الأكوان المتعددة. لكن الكتاب يُفسدها، فتصبح خصمًا للدكتور ستيفن سترينج أثناء محاولتها اختطاف المراهقة أمريكا تشافيز لسرقة قدرتها على التنقل بين الأكوان، سعيًا منها للاتحاد مع نسخ بديلة من طفليها. خلال ذلك، ترتكب مجازر في عالم الأرض-838 وتقتل أعضاء "المتنورون". عند مواجهتها من قِبل بيلي وتومي في ذلك العالم، يغمرها الشعور بالذنب، فتُسقط جبل "وانداغور" على نفسها، مما يؤدي إلى موتها وتدمير جميع نسخ الداركهولد في الأكوان المتعددة.
ظهرت أولسن في دور واندا في ستة أفلام ضمن عالم مارفل السينمائي حتى عام 2024 كما لعبت دور البطولة في المسلسل القصير واندا فيجن على منصة ديزني+ (2021)، وظهرت نسخ بديلة من الشخصية في أعمال أخرى، منها مسلسل الرسوم المتحركة ماذا لو...؟ (2021-2023). حظي أداء أولسن بإشادة واسعة، ورُشحت لعدة جوائز، منها جائزة الإيمي برايم تايم سنة 2021، وجائزة غولدن غلوب سنة 2022.

## السيرة الذاتية للشخصية

### الطفولة و الأصول
وُلدت واندا ماكسيموف سنة 1989 في دولة سوكوفيا الواقعة في أوروبا الشرقية، دون أن تدرك أنها وُلدت ساحرة، وكانت تمارس دون وعي سحر الهيكس (hex magic). نشأت واندا إلى جانب شقيقها التوأم بيترو ووالديها أوليغ وإيرينا في شقة صغيرة خلال زمن الحرب، وكانت تستمتع بمشاهدة المسلسلات الكوميدية الأمريكية التي كان والدها يبيع نسخًا منها على أقراص دي في دي كي تُمارس العائلة اللغة الإنجليزية، على أمل الهجرة إلى الولايات المتحدة الأمريكية. غير أن والديها لقيا حتفهما عندما أصاب صاروخٌ الشقة، بينما ظلّت واندا وبيترو محاصرين تحت الأنقاض لمدة يومين. عندما انطلق صاروخٌ ثانٍ من شركة ستارك إندستريز، لم ينفجر، إذ أطلقت واندا دون وعي تعويذة احتمالية (probability hex) حوّلته إلى قذيفة معطوبة. ومع ذلك، ظلّ الطفلان يعيشان في خوف دائم من انفجاره حتى تم إنقاذهما. لقد تركت هذه التجربة المؤلمة أثرًا نفسيًا عميقًا، خاصة وأن شعار شركة "ستارك" كان مطبوعًا بوضوح على الصاروخ، ما أدى إلى ترسيخ قناعة لدى التوأمين بأن توني ستارك كان مسؤولًا عن مقتل والديهما، كونه كان يبيع الأسلحة لتحقيق الأرباح، بغض النظر عن العواقب الإنسانية.
بعد مرور سنوات، شارك كلٌّ من واندا وبيترو كشابَّين في احتجاجات سياسية في بلدتهم، قبل أن يتطوّعا لاحقًا لبرنامج تحسين القدرات التابع لـهايدرا تحت إشراف البارون فون شتروكر. وخلال التجارب، عُرّض التوأمين إلى حجر العقل مع عدد من المتطوعين الآخرين، ولم ينجُ من التجارب سوى واندا وبيترو، حيث اكتسبت واندا قوى نفسية (قدرات عقلية) بينما تعزّزت قواها السحرية بدرجة كبيرة. خلال تلك التجارب، لمحت واندا لمحة أولى عن هويتها المستقبلية بوصفها الساحرة القرمزية.

### التحوّل إلى منتقمة
في عام 2015، استدعاها شتروكر لمواجهة ستيف روجرز فور وصوله إلى قاعدة شتروكر. لاحقًا، تجد واندا توني ستارك وتزرع في ذهنه رؤية كابوسية. بعد ذلك بوقت قصير، يتحالف أولترون مع واندا وبيترو، مستغلًا كراهيتهما لتوني ستارك كورقة ضغط. خلال أحداث جوهانسبرغ، تخضع واندا كلًّا من ستيف روجرز، ناتاشا رومانوف، ثور، وبروس بانر لرؤى مقلقة، لكنها تفشل في إخضاع كلينت بارتون، الذي يتمكن من شلّ حركتها مؤقتًا. بعد ذلك، تسافر واندا وبيترو مع أولترون إلى سيول، حيث يستعمل أولترون حجر العقل لاستعباد الدكتورة هيلين تشو كي يستخدم تقنيتها الخاصة بالأنسجة الاصطناعية، بالإضافة إلى الفيبراينيوم وحجر العقل، لصنع جسد جديد. عندما بدأ أولترون في تحميل وعيه إلى هذا الجسد الجديد، قرأت واندا أفكاره واكتشفت خطته لإبادة البشرية. عندها، تنقلب هي وبيترو عليه، وينضمان إلى ستيف روجرز لمحاولة إيقافه. عندما علموا بنيّة توني ستارك إحياء هذا الجسد الجديد، خشي ستيف روجرز ما قد يفعله به، فاصطحب واندا وبيترو إلى برج المنتقمين لمحاولة منعه. بينما يتقاتل روجرز وستارك، اشتبكت واندا مع بروس بانر، غير أن ثور ظهر فجأة وفجّر الطاقة داخل الجسد، ليوقظ الكائن الجديد المعروف باسم فيجن. بعد أن أخبرهما التوأمان عن مخطط أولترون، قرر الجميع التوجه إلى سوكوفيا، حيث كان أولترون قد استخدم ما تبقى لديه من الفيبراينيوم لبناء آلة ترفع جزءًا كبيرًا من عاصمة المدينة إلى السماء بهدف إسقاطها على الأرض والتسبب بانقراض جماعي. في البداية، شعرت واندا بالذنب العميق بسبب دورها في خطة أولترون، لكن كلينت بارتون اقترب منها وشجّعها على القتال إلى جانبهم. فتطوّعت واندا لحماية نواة الآلة من أولترون، لكنها تخلّت عن موقعها عندما شعرت بموت بيترو، فغادرت لتدمّر جسد أولترون الأساسي، الأمر الذي سمح لأحد طائراته الآلية بتنشيط الآلة. أنقذها فيجن لاحقًا من المدينة المنهارة. بعد انتهاء المعركة، انتقلت واندا إلى مقر المنتقمين، حيث انضمت رسميًا إلى الفريق إلى جانب سام ويلسون، جيمس رودس، وفيجن.
في وقت لاحق، جلست واندا تشاهد المسلسلات الكوميدية داخل غرفتها، حين زارها فيجن ليواسيها في حزنها على بيترو، مؤكدًا لها أن الألم الذي تشعر به ما هو إلا دليل على أنها ما تزال تُحب عائلتها.

### حرب المنتقمين الأهلية
في عام 2016، تنضم واندا إلى ستيف روجرز، ناتاشا رومانوف، وسام ويلسون في مهمة لإيقاف بروك روملو من سرقة سلاح بيولوجي من مختبر في لاغوس. يفجّر روملو سترة انتحارية في محاولة لقتل روجرز، لكن واندا تحتوي الانفجار عن طريق التحريك الذهني وتدفعه إلى الأعلى، ما يؤدي عن غير قصد إلى مقتل عدة عمال إنسانيين من واكاندا، مما يثير رعبها. نتيجة لذلك، يبلغ وزير الخارجية الأمريكي، ثاديوس روس، فريق المنتقمين بأن الأمم المتحدة تستعد لتمرير "اتفاقيات سوكوفيا"، والتي ستنشئ لجنة تابعة للأمم المتحدة لمراقبة الفريق والسيطرة عليه. يقوم توني ستارك بحجز واندا في المجمع، حيث يراقبها فيجن، ويبدآن في تطوير مشاعر رومانسية تجاه بعضهما.
يأتي كلينت بارتون لاصطحاب واندا، بعد أن أُرسل من قبل روجرز وويلسون، وينضمون إلى سكوت لانغ قبل أن يعيدوا التجمع مع روجرز وويلسون وباكي بارنز في مطار لايبزيغ/هاله في ألمانيا. تساعد واندا فريقها بشكل كبير خلال المعركة، وتحميهم من فريق ستارك. بعد فرار روجرز وبارنز، تُؤسر واندا، وبارتون، وويلسون، ولانغ ويُنقلون إلى سجن "الطوف" (The Raft). في نهاية المطاف، يحررهم روجرز عندما يقتحم السجن.

### الحرب اللانهائية والبعث
في عام 2018، تكون واندا وفيجن قد دخلا في علاقة رومانسية واختبآ في إدنبرة. ومع ذلك، يتعرضان لكمين من قبل بروكسيما ميدنايت وكورفوس غلايف، وهما من "أبناء ثانوس"، أُرسلا لاسترجاع حجر العقل. ينقذهم روجرز وويلسون ورومانوف، ويأخذونهم إلى المجمع، حيث يجتمعون مجددًا مع رودس وبانر. هناك، يطلب فيجن من واندا تدمير الحجر، لكنها ترفض لأنه سيموت إن فعلت. يقترح روجرز التوجه إلى واكاندا، معتقدًا أن لديهم الوسائل اللازمة لإزالة الحجر دون قتل فيجن.
بينما تعمل شوري على استخراج الحجر من رأس فيجن، تُكلّف واندا بالبقاء خلف الخطوط لحماية العملية. مع ذلك، تترك موقعها للمساعدة في قتال الغزاة (Outriders)، وتقتل بروكسيما ميدنايت في المعركة. عند وصول ثانوس لاسترجاع الحجر بنفسه، تضطر واندا لقتل فيجن وتدمير الحجر. لكن ثانوس يستخدم حجر الزمن لعكس الحدث وينتزع الحجر المُصلح من رأس فيجن، قبل أن يطرح واندا أرضًا ويُفعّل قفاز اللانهاية الكامل. تتلاشى واندا، إلى جانب نصف الكائنات الحية في الكون، في حدث عُرف لاحقًا باسم "الطمس" (The Blip).
بعد خمس سنوات، تُبعث واندا وتلتحق بالمنتقمين وحلفائهم لمواجهة نسخة بديلة من ثانوس وجيشه من خط زمني يعود إلى عام 2014. في المعركة النهائية، تقترب واندا من هزيمة ثانوس بمفردها، لكنه ينجح في صدّها باستخدام نيرانه الجوية. يضحي توني ستارك لاحقًا بنفسه لإنهاء تهديد ثانوس إلى الأبد. وبعد أسبوع، تحضر واندا جنازة ستارك، حيث تلتقي مجددًا بكلينت بارتون.

### الحياة في ويستفيو

#### الحاجز السحري وبرنامج "واندا فيجن"
في اليوم التالي، تذهب واندا إلى مقر منظمة سورد (S.W.O.R.D) لاسترجاع جثمان فيجن، لكنها، وبعد لقائها بالمدير المؤقت للمنظمة تايلر هايوارد، تشهد عملية تفكيك جسده وتدرك أنها لم تعد قادرة على الإحساس به. تغادر المكان وتقود سيارتها إلى بلدة ويستفيو، في ولاية نيوجيرسي، لزيارة قطعة أرض فارغة كان فيجن قد اشتراها في عام 2018 ليبنيا فيها مستقبلهما المشترك. وقد غمرها الحزن، تُطلق واندا دون وعي موجات من سحر الفوضى تُحوّل ويستفيو إلى واقع زائف مستوحى من المسلسلات الكوميدية القديمة، وتفصل المدينة عن العالم الخارجي عبر حاجز سداسي الشكل يُعرف لاحقًا بـ"الحاجز" (The Hex). تقوم واندا بتجسيد نسخة جديدة من فيجن، لا يملك أية ذكريات سابقة، وتبدأ حياتها معه كزوجين جديدين يعيشان حياة مثالية في الضواحي داخل الحاجز.
أثناء محاولتها كسب ود جيرانها – الذين أُجبروا بشكل مؤلم على لعب أدوار نمطية في هذا الواقع الكوميدي، ومُنعوا من رؤية أطفالهم – وإخفاء قواها وقوى فيجن، تبدأ واندا في إظهار علامات الحمل. ومع تسارع مراحل حملها، تلتقي بـمونيكا رامبو، التي امتصها الحاجز واتخذت هوية "جيرالدين"، وتساعدها في إنجاب توأمها تومي وبيلي. غير أن رامبو تذكر شقيق واندا بييترو ووفاته على يد ألترون، ما يثير غضب واندا التي تطردها باستخدام قواها الذهنية من ويستفيو. وعندما يعود فيجن بعد لحظات، تراه واندا في صورة جثة قبل أن تعيد ضبطه ذهنياً.

#### مطاردة من سورد
مع تسارع نمو الأطفال، ترسل منظمة سورد طائرة مسيّرة مسلحة إلى داخل ويستفيو في محاولة لقتل واندا. فتغضب، وتخرج من الحاجز لتحذر هايوارد من التدخل، وتؤكد تهديدها بتنويم عملائه وإجبارهم على توجيه أسلحتهم نحوه. تحاول رامبو، التي تتعاطف مع واندا، عرض المساعدة، لكنها تُقابل بالرفض. في المقابل، يواجه فيجن واندا بعد أن يحرر مؤقتًا أحد ضحاياها ويقرأ مذكرة من سورد، ما يكشف له حقيقة الوضع. تنشب بينهما مشادة كلامية، تقاطعها لحظة ظهور رجل يزعم أنه بيترو، فتتقبله واندا في حياتها مؤقتًا. خلال مهرجان الهالوين في المدينة، تعترف واندا لـ"بيترو" بأنها لا تتذكر ما حدث تمامًا، سوى أنها شعرت بالوحدة والفراغ، مما جعلها تخلق الحاجز. وعندما تكتشف أن فيجن اخترق حدود الحاجز وبدأ يموت خارجه، توسّع الحاجز لإنقاذه، ما يؤدي إلى ابتلاع موقع سورد القريب ودارسي لويس.

#### معركة ويستفيو
بعد توسيع الحاجز، تبدأ واندا في فقدان السيطرة على الواقع البديل وتدخل في انهيار نفسي. تعود رامبو إلى ويستفيو لتحذيرها من خطة هايوارد لإحياء فيجن واستخدامه كسلاح، لكن واندا الغاضبة ترفض الاستماع وتحاول طردها مرة أخرى. ومع ذلك، تستخدم رامبو قواها المكتسبة حديثًا لمقاومة واندا، فتتدخل الجارة "أغنيس" فجأة وتأخذ واندا إلى منزلها. هناك، تكشف أغنيس عن هويتها الحقيقية أغاثا هاركنس – ساحرة قوية – وتبدأ في إجبار واندا على إعادة عيش ذكرياتها المؤلمة، مهددة حياة توأمها.
في نهاية المطاف، تُحرّر أغاثا واندا، لكنها تسخر منها لجهلها بقواها الحقيقية، قبل أن تكشف أن واندا هي "الساحرة القرمزية" (Scarlet Witch) الأسطورية، القادرة على التلاعب بالواقع ونسج تعاويذ قوية تعمل تلقائيًا. تبدأ واندا وأغاثا القتال، وتتمكن الأخيرة من امتصاص قواها. تتدخل نسخة "فيجن" التي أرسلها هايوارد، لكن نسخة واندا تتصدى له. تتابع واندا القتال ضد أغاثا، التي تُعلن أن واندا أقوى حتى من "الساحر الأعلى" (Sorcerer Supreme)، ومصيرها هو تدمير العالم بصفتها "نذير الفوضى". ثم تطلق أغاثا سُكان ويستفيو من سيطرة واندا، ليكشفوا لها أن تعويذتها كانت تجعلهم يعيشون كوابيسها ومعاناتها الداخلية. تصاب واندا بالرعب من نفسها، وتُفلت قواها عن السيطرة مما يكاد يؤدي إلى اختناق الجميع. تدرك فداحة أفعالها وتقوم بهدم الحاجز، لتسمح لهم بالهرب، لكنها تعيد بناءه لحظة بدء اختفاء فيجن وتومي وبيلي. مع هجوم قوات سورد على ويستفيو، يتدخل تومي وبيلي لشل حركتهم، بينما تتعاون رامبو ودارسي لإيقاف هايوارد. في هذه الأثناء، تخدع واندا أغاثا عبر نقش تعاويذ حامية على حدود الحاجز، ما يمنع أغاثا من استخدام قواها. ثم تعلن واندا عن نفسها أخيرًا بصفتها الساحرة القرمزية، وتُحبس أغاثا في هيئة "أغنيس". بعد ذلك، تهدم واندا الحاجز نهائيًا، وتودّع عائلتها في لحظة مؤثرة. تلتقي بعدها برامبو، التي تتفهم موقفها، وتعتذر لها واندا متعهدة بفهم قواها بشكل أعمق. ثم تهرب لتعيش في كوخ جبلي ناءٍ، حيث تبدأ بدراسة كتاب "داركهولد" (Darkhold) لفهم طبيعة قواها. وفي مشهد أخير، تسمع صراخ ولديها يطلبان المساعدة.

### فساد واندا بفعل كتاب الظلام

#### مطاردة أمريكا تشافيز والخلاص
بحلول أواخر عام 2024، كانت واندا قد فسدت تدريجيًا بفعل كتاب الظلام (Darkhold)، وتعلمت عن وجود الأكوان المتعددة وعن وجود نسخ "حقيقية" بديلة من ولديها في عوالم أخرى. بعد أن علمت بأمر أمريكا تشافيز وقدرتها على السفر بحرية عبر الأكوان، قامت واندا سرًا بإرسال مخلوقات متعددة الأبعاد، بما في ذلك غارغانتوس (Gargantos)، لقتلها، بهدف الاستيلاء على قدراتها، والسفر إلى واقع بديل حيث يكون ولداها على قيد الحياة، وقتل واستبدال نظيرتها هناك.
عندما طلب ستيفن سترينج مساعدة واندا في حماية تشافيز، كشفت دون قصد عن معرفتها بالفتاة، وأنها كانت من يطاردها، وشرحت له خطتها وطالبته بتسليمها. وعندما رفض سترينج، هاجمت كامار-تاج (Kamar-Taj)، وقتلت غالبية السحرة الموجودين فيه. وصفها وانغ، ساحر الأعظم، بأنها "الساحرة القرمزية" التي تنبأت الأساطير إما بحكمها أو تدميرها للأكوان المتعددة. خلال الهجوم، أرسلت تشافيز نفسها وسترينج عن طريق الخطأ إلى واقع بديل يُدعى الأرض-838. وفي ملاحقتها لهما، لجأت واندا إلى تعويذة السير في الأحلام (dream-walk)، وهي تعويذة تسمح مؤقتًا بامتلاك جسد النسخة البديلة من الذات. عندما ضحت الساحرة سارا بنفسها لتدمير كتاب الظلام وقطع التعويذة، أجبرت واندا وانغ على قيادتها إلى معبد مخصص للمؤلف الأصلي للكتاب شتون ، والموجود على قمة جبل ونداغور (Wundagore)، المصدر الأصلي لتعويذاته. بواسطة سحر المعبد، أعادت واندا تفعيل تعويذة السير في الأحلام، ونجحت في امتلاك جسد نظيرتها في الأرض-838. ثم اقتحمت مقر المتنورين (Illuminati) وقتلت معظم أعضائه دون تردد، بينما هرب سترينج وتشافيز بمساعدة العالمة كريستين بالمر. دخل الثلاثي إلى الفراغ الفاصل (Gap Junction)، وهو فضاء بين الأكوان، للعثور على كتاب فيشانتي (Vishanti)، وهو النقيض لـ"كتاب الظلام"، لكن واندا ظهرت، ودمرت الكتاب، وسيطرت على عقل تشافيز، ثم أرسلت سترينج وبالمر إلى واقع منهار بعد التداخل الكوني، وفتحت بوابة إلى الأرض-616.
على قمة جبل ونداغور، بدأت واندا بامتصاص قدرات تشافيز، لكن سترينج، وهو في حالة سير بالأحلام، واجهها وأقنع تشافيز بالإيمان بنفسها واستخدام قواها. فتحت تشافيز بوابة إلى الأرض-838، حيث رأى تومي وبلي واندا وهي تخنق تشافيز، فارتعبا منها وصرخا مستنجدين بأمهما الحقيقية لتحميهم من "الساحرة". أمام هذا المشهد، انهارت واندا من الحزن، وبعد أن طمأنتها نظيرتها من الأرض-838 بأن "الأولاد سيحظون بالحب"، سمحت لتشافيز ووانغ وسترينج بالمغادرة. ثم وجهت واندا سحر كتاب الظلام ضد نفسها، فدمرت جبل ونداغور وكل نسخ الكتاب عبر الأكوان المتعددة، مما أدى على ما يبدو إلى وفاتها.

## نسخ بديلة
تُعرض نسخ أخرى من واندا في العوالم البديلة ضمن الأكوان المتعددة لعالم مارفل السينمائي (MCU)، حيث ظهرت في فيلم دكتور سترينج في جنون الكون المتعدد (2022) وسلسلتي الرسوم المتحركة ماذا لو...؟ لعامي 2021 و2023، وجميعها أُدت بصوت وتمثيل إليزابيث أولسن.

### واندا الزومبي
في واقع بديل لعام 2018، تُعد واندا من بين المنتقمين الذين أُصيبوا بفيروس كمومي، ما حوّلهم إلى زومبي. يأخذها فيجن إلى قاعدة "كامب ليهاي" في محاولة لعلاجها باستخدام حجر العقل، لكنها تُظهر مناعة ضد العلاج. لاحقًا، يصل مجموعة من الناجين إلى فيجن بحثًا عن العلاج، لكن واندا تتحرر وتقتل كورت جورشتر وتصيب أوكوي بالعدوى، ثم تدخل في معركة مع هالك. في وقت لاحق، ينقل دكتور سترينج المتفوق (Strange Supreme) مجموعة من الزومبي، من بينهم واندا المصابة، إلى كون غير مأهول لتشتيت انتباه ألترون اللانهائي (Infinity Ultron). تتوقف واندا عن الهجوم عندما ترى ألترون بلا قناع، فتظنه فيجن بسبب استخدامه لجسده في كون آخر. تصبح واندا الناجية الوحيدة من انفجار كوكبي سببه ألترون باستخدام أحجار اللانهاية. بعد ذلك، يأسرها سترينج المتفوق ويحتجزها في قصره "سانكتوم إنفينيتوم". يُطلق سراحها على يد بيغي كارتر، لكنها سرعان ما تسيطر ذهنيًا على زومبي آخرين للهجوم على كارتر وكاهوري. خلال مبارزة مع كاهوري، تٌرسل عبر بوابة تعيدها إلى عالمها الأصلي.

### واندا - ميرلين
في كون بديل ذو طابع العصور الوسطى، تستخدم واندا سحر الفوضى لنقل كابتن بيغي كارتر من عالمها إلى عالم واندا. تتحدث واندا مع نيك فيوري حول أهمية كارتر في إنقاذ الملكة والعالم. لاحقًا، خلال شجار بين حرّاس الملك ثور وعصابة اللصوص بقيادة "روجرز هود"، تستخدم واندا قواها لاحتواء التداخل الكوني القادم. تساعد واندا أيضًا كارتر ورفاق روجرز في الحصول على حجر الزمن من صولجان الملك ثور، ووضعه على آلة توني ستارك، التي تكشف أن روجرز هو "السابق" (Foreranger) الذي تسبب، عن غير قصد، في التداخلات الكونية. تُعاد واندا إلى خطها الزمني بعد أن يُبطل التداخل.

### نسخة الأرض-838
في كون بديل لعام 2021، تعيش واندا حياة هادئة في الضواحي مع ولديها تومي وبيلي. تُلبس من قِبل نظيرتها من ال-616، التي تطارد أمريكا تشافيز عبر الأكوان المتعددة. تقوم واندا الممسوسة بقتل معظم أعضاء جماعة الإلوميناتي (المتنورون) بدم بارد، لكنها تتحرر لاحقًا من التعويذة. عندما تعود واندا من الأرض-616 عبر بوابة من الأكوان المتعددة، تحاول واندا من الأرض-838 حماية طفليها المذعورين من النسخة الأخرى، ما يدفع واندا 616 إلى إدراك المعاناة التي تسببت بها، فتتخلى عن مطاردتها الدموية لتشافيز، قبل أن تضحّي بنفسها لتدمير كتاب "الداركهولد".

## خلفية

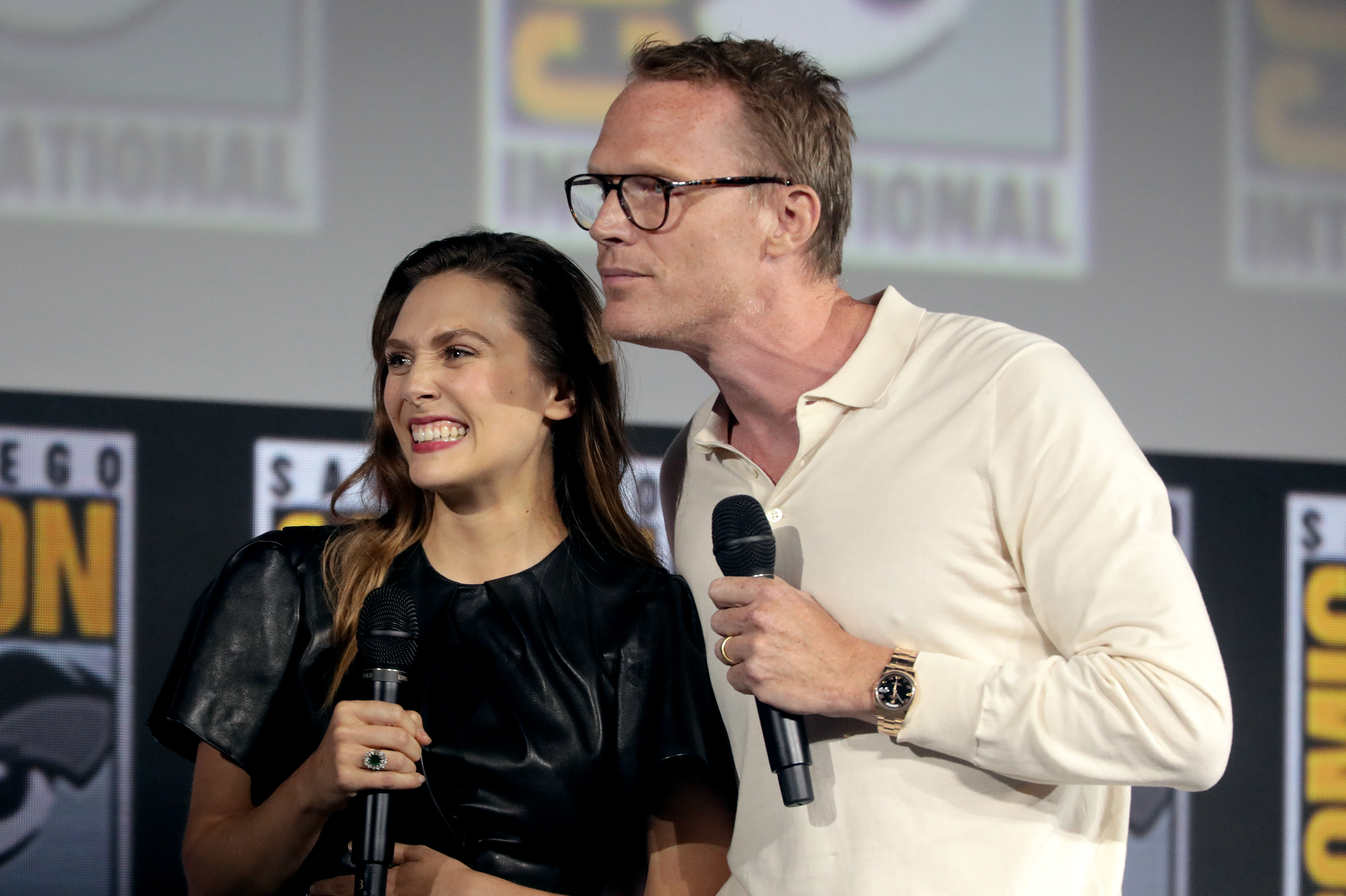
إليزابيث أولسن وبول بيتاني في كوميك-كون سان دييغو 2019، من أجل مسلسل واندا فيجن.

ظهرت الساحرة القرمزية لأول مرة إلى جانب شقيقها التوأم كويكسيلفر كجزء من فريق أخوية المتحولين الأشرار في العدد الرابع من سلسلة إكس-مان الصادر في مارس 1964. صُوّرا آنذاك كشريرين مترددين، غير مهتمين بأيديولوجيات ماجنيتو. وكانت الساحرة القرمزية شخصية منطوية ومُتعالية على زملائها في الفريق.
قام ستان لي، مؤلف سلسلة المنتقمون، بتشكيل الفريق من أبرز أبطال مارفل. إلا أنه قام لاحقًا بتغيير تشكيلة الفريق، فاستبعد جميع الأعضاء باستثناء كابتن أمريكا، وأدخل شخصيات كانت تُعتبر شريرة في سلاسل أخرى، مثل الساحرة القرمزية وكويكسيلفر من إكس-مان، وهوك آي من مغامرات آيرون مان في سلسلة "Tales of Suspense". أصبح يُطلق على الفريق اسم "الرباعية الغريبة لكاب" ("Cap's Kooky Quartet"). رغم أن تغييرات التشكيلة أصبحت شائعة في السنوات اللاحقة، إلا أن ذلك التعديل آنذاك كان سابقة في كتب القصص المصورة. منذ ذلك الحين أصبحت الساحرة القرمزية عضوًا دائمًا في الفريق.
في السنوات التالية، بدأ كاتب المنتقمون روي توماس في تطوير علاقة رومانسية طويلة الأمد بين الساحرة القرمزية والروبوت فيجن، معتقدًا أن ذلك سيساهم في تعميق بناء الشخصيات ضمن السلسلة. اختار هذين الشخصيتين تحديدًا لأن ظهورهما كان مقتصرًا على سلسلة المنتقمون، مما يعني أن تطوير قصتهما لن يتعارض مع أي منشورات أخرى.

### الإقتباس والظهور
في التسعينيات، منحت شركة مارفل حقوق تصوير سلسلة إكس-مان (X-Men) والمفاهيم المرتبطة بها، مثل المتحولين (mutants)، لشركة فوكس للقرن العشرين، التي قامت بإنتاج سلسلة أفلام مبنية على هذه الحقوق. لاحقًا، أسّست مارفل امتيازها السينمائي الخاص المعروف باسم عالم مارفل السينمائي (MCU)، مركزةً على الشخصيات التي لم ترخّصها لاستوديوهات أخرى، مثل المنتقمون. كان النواة الأساسية لهذا الامتياز السينمائي هم المنتقمون، سواء في أفلامهم الفردية أو في الفيلم الجماعي الناجح المنتقمون (2012). كانت شخصيتا كويكسيلفر والساحرة القرمزية محل نزاع بين الاستوديوهين، حيث طالبت فوكس بحقوق استخدامهما لكونهما متحولين وأبناء الشرير ماغنيتو الذي يهيمن على معظم أفلامها، بينما طالبت مارفل بحقوقهما أيضًا لأن تاريخهما التحريري في القصص المصورة يرتبط أكثر بـالمنتقمين وليس إكس-مان. في النهاية، توصّل الطرفان إلى اتفاق يتيح لكليهما استخدام الشخصيتين بشرط ألا تشير أي من الأفلام إلى ممتلكات الاستوديو الآخر؛ فلا يجوز لأفلام فوكس ذكر انتمائهما إلى المنتقمين، ولا يجوز لأفلام مارفل ذكر كونهما متحولين أو أبناء ماغنيتو. رغم هذا الاتفاق، لم تظهر شخصية الساحرة القرمزية في أي من أفلام سلسلة إكس-مان الخاصة بفوكس.
في مايو 2013، صرّح جوس ويدون بأن الممثلة سيرشا رونان كانت "النموذج المثالي" في ذهنه لأداء الدور، لكن في أغسطس من نفس العام، أُختيرت إليزابيث أولسن لتجسيد الشخصية. منذ ذلك الحين، لعبت أولسن دور واندا ماكسيموف ضمن عالم مارفل السينمائي. أشارت أولسن إلى أن جوس ويدون، عند عرضه للدور عليها، قال لها: "عندما تعودين إلى المنزل وتبحثين عنها في غوغل، اعلمي فقط أنكِ لن تضطري أبدًا إلى ارتداء ما ترتديه في القصص المصورة"، وبالفعل تم التخلي عن زيّها الكلاسيكي لصالح ملابس أكثر واقعية وعصرية. ظهرت واندا لأول مرة، إلى جانب كويكسيلفر، في مشهد ما بعد نهاية فيلم كابتن أمريكا: جندي الشتاء (2014)، حيث ظهرا كأسرى لدى بارون ستراكر (الذي أدّاه توماس كريتشمان). أصبحت الساحرة القرمزية بعدها شخصية مساندة في فيلم المنتقمون: عصر ألترون (2015)، حيث تعاون الشقيقان في البداية مع ألترون (الذي أدّاه جيمس سبايدر)، في انعكاس لدورهما الشرير الأول في القصص المصورة، ثم انشقّا عنه لاحقًا وانضمّا إلى المنتقمين. خلال أحداث الفيلم، يلقى كويك سيلفر حتفه، بينما تواصل واندا مسيرتها كعضو في فريق المنتقمين، وتظهر في فيلم كابتن أمريكا: الحرب الأهلية (2016). وقّعت إليزابيث أولسن وآرون تايلور-جونسون (مؤدي دور كويكسيلفر) عقودًا متعددة الظهور. أعادت أولسن تجسيد شخصية واندا في أفلام المنتقمون: الحرب اللانهائية (2018)، المنتقمون: نهاية اللعبة (2019)، ودكتور سترينج في جنون الكون المتعدد (2022). في هذه الأفلام، تُصوّر قواها كقوى تحريك ذهني وتخاطر، وقد اكتسبتها بعد أن تطوّعت للخضوع لتجارب سرّية أجرتها منظمة هايدرا باستخدام حجر العقل. لهذا السبب، تصفها الأفلام بأنها "بشرية محسّنة" بدلًا من كونها "متحولة" كما في القصص المصورة.
في سبتمبر 2018، بدأت استوديوهات مارفل بتطوير عدة مسلسلات محدودة لمنصة ديزني+ تركز على الشخصيات الثانوية من عالم مارفل السينمائي، والتي لم تحظ بفرص البطولة السينمائية. كانت الساحرة القرمزية من بين هذه الشخصيات، وكان من المتوقع أن تعود إليزابيث أولسن لأداء دورها. لاحقًا، كُشف عن عنوان المسلسل وهو واندافيجن حيث شاركها بطولته بول بيتاني بدور فيجن. عُرض المسلسل لأول مرة في يناير 2021، وتميّز ببنية غير تقليدية، حيث يعيش واندا وفيجن في عالم شبيه بالمسلسلات الهزلية (sitcom) المختلفة عبر العقود، والذي تبيّن لاحقًا أنه من صنع واندا نفسها هربًا من حزنها على وفاة فيجن. خلال المسلسل، يتغيّر مظهر واندا ليعكس أزياء أبطال المسلسلات حسب العصر. وبحلول الحلقة الأخيرة، تتقبل واندا تمامًا هويتها الجديدة وتتحول إلى "الساحرة القرمزية" بشكل رسمي، مرتدية زيًا حديثًا مستوحى من مظهرها الأصلي في القصص المصورة.

## الوصف

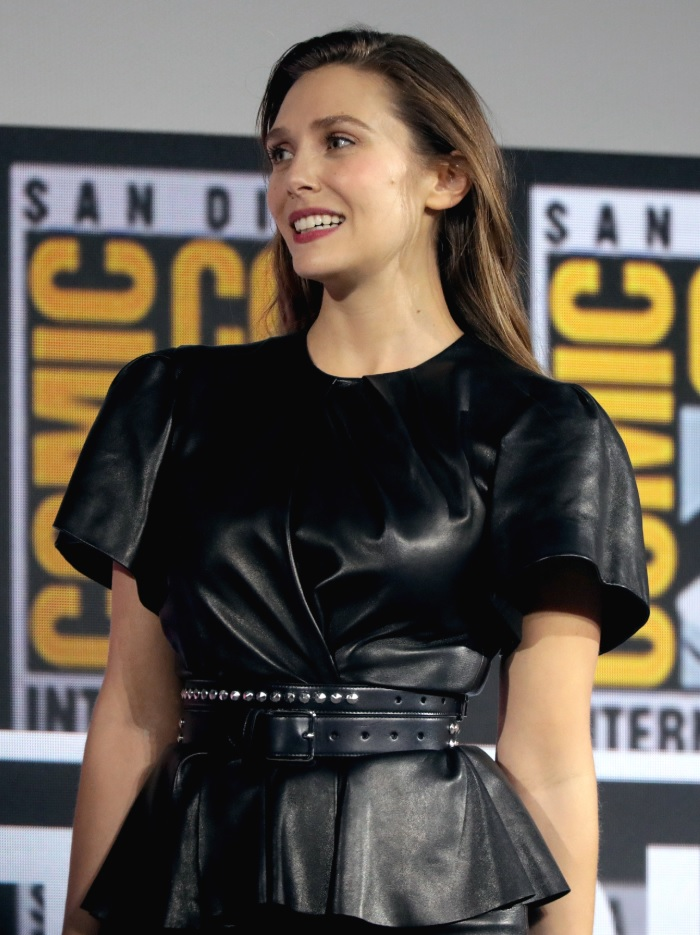
إليزابيث أولسن في كوميك-كون 2019، تروّج لفيلم دكتور سترينج في جنون الكون المتعدد.

تُقدَّم واندا بشكل كامل لأول مرة في فيلم المنتقمون: عصر ألترون بصفتها الشقيقة التوأم لبيترو ماكسيموف، وتتمتع بقدرات على التنويم المغناطيسي والتحريك الذهني. شعرت إليزابيث أولسن أن واندا كانت "مفرطة التحفيز" أكثر من كونها "مختلة عقليًا"، لأن "لديها كمية هائلة من المعرفة تعجز عن السيطرة عليها. لم يُعلِّمها أحد كيف تتحكم بها بشكل سليم... يمكنها الاتصال بهذا العالم وعوالم موازية في الوقت ذاته، وأزمنة موازية كذلك". في وصفها لقدرة الشخصية على التحكم بالعقول، قالت أولسن أن واندا تستطيع فعل أكثر من مجرد التلاعب بعقل شخص ما، بل يمكن للساحرة القرمزية أن "تشعر وتبصر ما يشعرون به ويرونه"، من خلال إسقاط رؤى لم يسبق لهم رؤيتها. وأوضحت قائلة: "ما أحبه فيها هو أنه، في كثير من أفلام الأبطال الخارقين، يتم تحييد المشاعر نوعًا ما، أما هي فتمر فعليًا بكل تجربة يشعر بها الآخرون — خصوصًا لحظاتهم الأضعف — مما يجعل الأمر رائعًا للغاية". استندت أولسن في تحضيرها للدور إلى علاقتها بأخيها الأكبر وشقيقاتها، كما استعانت ببعض القصص المصورة. كشفت أن جوس ويدون استلهم أسلوب تحركات الشخصية بصريًا من حركات الراقصين، لذا فقد تدربت في الغالب مع الراقصة جينيفر وايت بدلًا من تدريب تقليدي على المشاهد القتالية.
في كابتن أمريكا: الحرب الأهلية، تنضم واندا إلى ستيف روجرز ضد اتفاقيات سوكوفيا. صرحت أولسن أن الشخصية "بدأت تدخل عالمها الخاص وتفهم قدراتها وتتصارع مع كيفية استخدامها". لذلك، كان زيّها "عاديًا نسبيًا" و"أقرب للملابس اليومية منه لزيّ الأبطال الخارقين"، بحسب مصممة الأزياء جودي ماكوفسكي، لأن الأخوين روسو رأوا أن واندا لم تصبح بعد بطلة خارقة مكتملة. عندما سُئلت أولسن عن العلاقة بين واندا وفيجن مقارنةً بالكوميكس، قالت: "ستتعرفون أكثر على ما يربط بين (واندا وفيجن) في هذا الفيلم. وأعتقد أن هناك لحظات جميلة حقًا بيني وبين بول، وهي تدور أكثر حول علاقتهما ببعضهما وبعض أوجه التشابه بينهما بناءً على قدراتهما الخارقة".
في المنتقمون: الحرب اللانهائية، أوضحت أولسن أن واندا وفيجن استمرا في علاقة رومانسية بينما بقيت واندا متخفية، وكانا "يحاولان خلال تلك الفترة العثور على فرص للقاء في أماكن مختلفة لتطوير علاقتهما". اعتبر بول بيتاني أن هذه العلاقة كانت الأكثر عاطفية في الفيلم. في المسودات الأولى من الحرب اللانهائية ونهاية اللعبة، نجت واندا من مفعول الفرقعة (التفكك) وشاركت بشكل أكبر في أحداث نهاية اللعبة بينما كانت لا تزال تعاني من فقدان فيجن، لكن هذا المسار أُلغي لاحقًا لأن "دورها في الفيلم الأول كان ثريًا جدًا ولا يوجد ما يوازيه في الجزء الثاني".
في واندافيجن، قالت أولسن إن الشخصية باتت أقرب إلى نسختها في القصص المصورة، بما في ذلك تصوير مرضها النفسي، كما جرى تقديم لقب "الساحرة القرمزية" لأول مرة رسميًا ضمن عالم مارفل السينمائي، إذ لم يُستخدم من قبل سوى في المواد الترويجية. قال كيفن فايغي، المنتج التنفيذي في استوديوهات مارفل، أن المسلسل يستكشف أصل وقدرات واندا بشكل أعمق. أكدت أولسن أن شعورها بـ"الملكية" تجاه واندا تعزز خلال تطوير المسلسل، ما أتاح لها استكشاف جوانب جديدة من الشخصية، مثل روح الدعابة والحدة. :30 أعربت عن سعادتها بأن واندافيجن يركز على واندا بدلاً من جعلها شخصية مساعدة كما في الأفلام، وقالت إنها اقتنعت بالانضمام إلى المسلسل بعد أن ذكر فايغي بعض قصص واندا الشهيرة في الكوميكس كمصدر إلهام للعمل. استوحت أولسن أدائها من شخصيات مثل ماري تايلر مور، إليزابيث مونتغومري، ولوسيل بول وأدت ميكايلا راسل دور واندا في طفولتها.
أما في دكتور سترينج في جنون الكون المتعدد، فقد استمر المسار الذي بدأ في واندافيجن والمتمثل في "امتلاكها لما يجعلها فريدة وتحملها لمسؤولية تجربتها الحياتية"، ومن أبرز الأمثلة على ذلك عودتها إلى لهجتها السوكوفية الأصلية بعد أن تحولت في بعض أفلام مارفل السابقة إلى لهجة أمريكية. لم تكن أولسن على دراية كاملة بقصة الفيلم أثناء تصويرها لـ واندافيجن، وحاولت أن تجعل دور واندا في الفيلم يراعي أحداث المسلسل بدلاً من أن يكون متناقضًا معه كما أدت أولسن دور نسخة الأرض-838 من الشخصية أيضًا.

## القوى والقدرات
لم يُكشف بعد عن المدى الكامل لقوى واندا في عالم مارفل السينمائي. واندا ساحرة مولودة بالفطرة، تمتلك القدرة على تسخير سحر الفوضى الذي يظهر في تشويه الواقع، والاستحضار، والتلاعب بالوقت والأوهام، وحتى خلق الحياة. لاحقًا، عندما تحصل على كتاب الظلام، تتضخم قوتها بشكل كبير، حيث يعمل الكتاب كطوطم تضخيم. من خلاله، تستطيع الوصول إلى مزيد من سحر الفوضى، وسحب الطاقة من أبعاد أخرى في الأكوان المتعددة، والمشي في الأحلام إلى واقع بديل. قيل إن قدرات واندا النفسية عُزّزت بواسطة تجارب منظمة هيدرا التي عرضتها لحجر العقل. قدراتها النفسية تشمل التلاعب بالطاقة النفسية، التحريك الذهني، التلاعب العقلي والعاطفي، التخاطر، والتحليق. مزيج هذه القوى والقدرات يجعلها واحدة من أقوى المنتقمين.

### القوى النفسية
قدرات واندا النفسية ترجع إلى تعرضها لصولجان لوكي الذي يحتوي على حجر العقل. تنبعث على شكل طاقة من يديها وجسدها كضباب أحمر، يمكنها من خلاله استخدام قدراتها في التحريك الذهني للتحكم في سحر الفوضى الذي وُلدت به.
خلال ظهورها على الشاشة، تطورت قدراتها بشكل كبير. في فيلم كابتن أمريكا: الحرب الأهلية، أصبحت قواها في التحريك الذهني قوية بما يكفي لتمكنها من إيقاف حطام مبنى ينهار وكذلك الطيران لفترات قصيرة. لاحقًا، تمكنت من الطيران لفترات أطول أثناء القتال في فيلم المنتقمون: الحرب اللانهائية.
التلاعب العقلي هو إحدى أولى القدرات التي أظهرتها واندا بعد تعرضها لحجر العقل. في فيلم المنتقمون: عصر أولترون، استخدمت هذه القدرة لزرع الخوف في توني ستارك. كما جعلت أربعة من المنتقمين يرون رؤى كابوسية: كابتن أمريكا، ثور، والأرملة السوداء، وتسببت في إثارة هالك. كما استخدمت التلاعب العقلي ضد فيجن، حيث تجاوزت قوة حجر العقل، واستطاعت التحكم بكثافته عن طريق التحكم في الحجر. واندا هي الوحيدة القادرة على تدمير الحجر، حيث تمكنت من إيقاف ثانوس، الذي كان يمتلك بالفعل خمسة من أحجار اللانهاية، وفي نفس الوقت تدمر حجر العقل في فيلم المنتقمون: الحرب اللانهائية. تستخدم واندا أيضا التخاطر لقراءة العقول والتواصل ذهنيًا، كما فعلت مع شقيقها بيترو في فيلم المنتقمون: عصر أولترون قبل وفاته.

### السحر
ظهرت القدرات السحرية لواندا لأول مرة في مسلسل واندا فيجن. أخبرت أغاثا هاركنس واندا أنها الوحيدة القادرة على ممارسة سحر الفوضى، مما يجعلها الساحرة القرمزية الأسطورية. وفقًا لأغاثا، ولدت واندا بسحر الفوضى، وهو ما استخدمته دون وعي لتعطيل صاروخ ستارك حتى لا ينفجر في شقتها في سوكوفيا عندما كانت في العاشرة من عمرها مع بيترو. يستكشف مسلسل واندا فيجن قدرة واندا على تشويه الواقع مثل نظيرتها في القصص المصورة. بعد أن غمرها الحزن على وفاة فيجن، أطلقت موجات من سحر الفوضى التي خلقت عن غير قصد حاجزًا قويًا حول بلدة ويستفيو، نيوجيرسي، عُرف باسم "ذا هيكس". سحر الفوضى يمنح حامله القدرة على تشويه الوقت والواقع، ولا يعمل إلا إذا غُيّر الواقع عن طريق عدم الاستقرار، مما يؤدي إلى الفوضى. في ويستفيو، كان حزن واندا وعدم استقرارها العاطفي يسمحان لها بالتحكم في الواقع داخل "ذا هيكس"، وتغيير الأشياء والأشخاص من حولها.
سحر الفوضى هو أقوى أشكال السحر حيث في نهاية واندا فيجن تكشف أغاثا أن سحر الساحرة القرمزية يتجاوز سحر الساحر الأعلى. في فيلم دكتور سترينج في جنون الكون المتعدد، تهزم واندا معظم السحرة في كامار-تاج واستطاعت امتصاص الطاقة من مدفع أطلق عليها. لاحقًا، تمكنت من امتصاص قوى أمريكا تشافيز وكادت أن تنجح مرتين لولا تدخل دكتور سترينج.
كتاب الظلام (الداركهولد)، المعروف أيضًا باسم كتاب الملعونين، هو مخطوط سحري قوي حصلت عليه واندا ماكسيموف بعد مواجهتها مع أغاثا هاركنس. بعد انتصارها، انسحبت واندا إلى مكان ناءٍ، حيث عاشت في عزلة بينما كانت تستخدم الإسقاط النجمي لدراسة الكتاب. يحتوي كتاب الظلام على نسخ من تعاويذ السحر الأسود التي نقشها الشيطان كيثون على جبل ونداغور. يعمل الكتاب كطوطم تضخيم ومخزن لسحر الفوضى، مما يسمح للمستخدمين بسحب الطاقة من أبعاد أخرى والمشي في الأحلام، أي امتلاك نسخ بديلة من أنفسهم عبر الأكوان المتعددة.
حذرت أغاثا هاركنس واندا من الدمار المحتمل الذي يمكن أن يأتي من استخدام هذه القوة. تحمل التعويذات في كتاب الظلام تكلفة خفية تختلف من مستخدم لآخر ولا تظهر إلا بعد تنفيذها. عندما تعمقت واندا في الكتاب بحثًا عن إجابات حول نبوءة تحددها كساحرة قرمزية، بدأ الكتاب في إفسادها. تحول لون أصابعها إلى الأسود، وأصبحت مهووسة بالاجتماع مع أطفالها في الأكوان المتعددة. دفعها هذا الهوس في النهاية إلى إثارة الفوضى في سعيها وراءهم.
في فيلم دكتور سترينج في جنون الكون المتعدد، تعلمت واندا كيفية المشي في الأحلام، وهي عملية نقل وعيها إلى نسخة بديلة لها من كون آخر. سيطرت واندا على نسختها من الأرض-838، مستخدمة إياها لمطاردة سترينج وتشافيز، واقتحام مقر المتنورين، تدمير جنود أولترون، وقتل معظم أعضاء المتنورين. شعرت واندا في النهاية بوخز الضمير عندما أدركت أن أطفالها في أحد الأكوان كانوا خائفين منها. حينها تحررت من تأثير كتاب الظلام، واستخدمت سحره الأسود ضده، فدمرت الكتاب في جميع الأكوان حتى لا تتكرر الكارثة ولا يُغرى الآخرون باستخدامه.

## الاختلافات عن القصص المصورة

### في القصص المصورة
على الرغم من استحواذ ديزني على شركة فوكس وامتياز إكس-مان سنة 2019، لم تُقدَّم شخصية ماغنيتو بعد في عالم مارفل السينمائي، وبالتالي لم يُذكر شيء عن تصوير واندا التقليدي كابنته، ولا عن كونها متحولة.
إن نسب واندا وبيترو ماكسيموف وخلفيتهما له تاريخ معقد في عالم مارفل كوميكس الرئيسي. فقد صُوِّر التوأم في البداية على أنهما من أصول أوروبية شرقية غير محددة (ويُفترض أنهما من أصول سلافية أساسًا) خلال العقد الأول من ظهورهما في النشر، ثم كُشف لاحقًا سنة 1974 أنهما الأبناء البيولوجيون للبطلين الأمريكيين ويزر (روبرت فرانك) والآنسة أميريكا (مادلين جويس)، ما يرجح انحدارهما من أصول أوروبية شمالية. غير أنّ هذا الأمر أُعيدت كتابته سنة 1979 في العدد 186 من المجلد الأول لسلسلة المنتقمون، حيث كُشف أن والدة التوأم البيولوجية لم تكن الآنسة أميريكا، بل امرأة تُدعى ماغدا توفيت بعد ولادتهما بوقت قصير، مع إظهار التوأم وقد تبنّاهما وربّاهما زوجان من الروما يُدعيان دجانغو وماريا ماكسيموف. في سنة 1982، في العدد السادس من المجلد الأول لسلسلة فيجن والساحرة القرمزية، كُشف أن والد واندا وبيترو البيولوجي هو الشرير الخارق ماغنيتو، بينما كانت ماغدا زوجته المنفصلة. وفي سنة 1985، ذكرت واندا في العدد الأول من المجلد الثاني للسلسلة نفسها أن ماغدا كانت أيضًا من الروما، ما جعل التوأم نصف روما من جهة الأم، بينما والدهما من اليهود الأشكناز. في إعادة كتابة لاحقة سنة 2015، تقرر أن ماغنيتو وماغدا ليسا في الواقع والدي واندا وبيترو، وأنهما ليسا متحولَين، على الرغم من تصويرهما كذلك منذ ظهورهما الأول سنة 1964؛ إذ كُشف في المجلد الثاني من الساحرة القرمزية أن والدتهما البيولوجية الحقيقية هي ساحرة من الروما تُدعى ناتاليا ماكسيموف، وهي شقيقة والد التوأم بالتبني، والتي أورثت لقب "الساحرة القرمزية" لابنتها أما هوية والد واندا وبيترو البيولوجي في عالم مارفل كوميكس الرئيسي فلا تزال مجهولة.
على عكس نظيريهما في القصص المصورة، لم يُصوَّر واندا وبيترو ماكسيموف في عالم مارفل السينمائي كذوي أصول رومانية، وإن لم يُنفَ ذلك بشكل صريح في أحداثه، ما يجعل خلفيتهما العِرقية غير مثبتة وفي عالم مارفل السينمائي، يُدعى والداهما أولِك وإيرينا ماكسيموف.

### في عالم مارفل السينمائي
واندا في عالم مارفل السينمائي في البداية تمتلك مجموعة قوى مختلفة جذريًا عن نظيرتها في القصص المصورة، حيث وُصفت بأنها أقل كممارسة فعلية للسحر وأكثر كنظير لجين غراي، تتمتع بقدرات نفسية وعقلية، مع كون قدراتها في عالم مارفل السينمائي مشتقة جزئيًا على الأقل من تجارب تعرضت خلالها لحجر العقل.
في مسلسل واندا فيجن، ومع ذلك، يُكشف أن واندا ساحرة قوية، وهي الكائن الوحيد القادر حاليًا على استخدام سحر الفوضى. يستكشف المسلسل قدرتها على التلاعب بالواقع مثل نظيرتها في القصص المصورة. بينما يُحافظ على فكرة أن قدراتها ظهرت من حجر العقل، فإنه في عالم مارفل السينمائي تُعدّل الأحداث بحيث يتضح أنها كانت تمتلك القدرة الكامنة على استخدام سحر الفوضى منذ ولادتها، وأن حجر العقل ببساطة أطلق هذه القدرات الكامنة، وأن استخدامها المستمر لاحقًا للتحريك الذهني والتخاطر والتنويم المغناطيسي كان على ما يبدو نتيجة غير واعية لنفس المصدر السحري الفريد.

## الاستقبال
عقب إصدار المنتقمون: نهاية اللعبة، كتبت رايتشل ليشمان من موقع The Mary Sue النسوي الموجه لمحبي الثقافة الشعبية أن واندا "ليست من أكثر الشخصيات التي تم تطويرها بعمق، لأنها غالبًا ما تكون مرتبطة بشخصية ذكورية ونادرًا ما تفعل شيئًا سوى قتل الناس عن طريق الخطأ"، لكنها أضافت أن المنتقمون: الحرب اللانهائية قدّم "واندا التي تفهم موقعها بين المنتقمين وقدراتها"، وبحلول نهاية اللعبة، أصبحت واندا "تتولى موقعها كإحدى القادة الجدد للمنتقمين". جين تشاني من فالتشر قيّمت مسلسل واندا فيجن بإيجابية، قائلة أن "شخصيتي أولسن وبيتانى غالبًا ما عوملتا كبدلاء جالسين على مقاعد الاحتياط في فريق النجوم في أفلام المنتقمين. هنا، هما يتألقان حقًا". إريك ديغانز من الإذاعة الوطنية العامة قال عن الشخصية إنها "نتاج مرتبك ومثقل بالحزن لتجربة علمية، محملة بقدرات لا تفهمها وتكافح للسيطرة عليها، وتصبح الساحرة القرمزية – واحدة من أقوى الشخصيات في عالم مارفل السينمائي". موقع IndieWire أشاد بأداء إليزابيث أولسن في دور واندا، موضحًا أن "عملها في واندا فيجن يظهر موهبتها الدرامية الهائلة، والأكثر إثارة للإعجاب أنه يقدّمها أيضًا كعنصر كوميدي حقيقي". موقع The Ringer أثنى على تطور الشخصية عبر جميع ظهوراتها، مفسرًا: "لقد انتقلت من شخصية غامضة حتى أن ثانوس كان يعتبرها فكرة لاحقة، إلى واحدة من أكثر الشخصيات إثارة في عالم مارفل السينمائي".
عن أدائها في دكتور سترينج في جنون الكون المتعدد، تلقت أولسن إشادة نقدية كبيرة، حيث قال بعض النقاد السينمائيين أن الأداء قد يقودها للحصول على أول ترشيح لها لجائزة الأوسكار. ديفيس كاباليرو من سكرين رانت وصف أولسن بأنها "النجم اللامع الأبرز" في المرحلة الرابعة من عالم مارفل السينمائي لأدائها في واندا فيجن وجنون الكون المتعدد، وكتب: "لا أحد يقترب مما حققته أولسن في واندا فيجن وجنون الكون المتعدد؛ في الواقع، لقد وضعت معيارًا عاليًا جدًا". رايتشل ليشمان من The Mary Sue كتبت أن أولسن تمكنت من فهم وتجسيد الألم الذي شعرت به شخصيتها في الفيلم، واصفة إياها بأنها "قوة هائلة". ريتشارد روبر من شيكاغو سان تايمز أشاد بأداء إليزابيث أولسن في دكتور سترينج في جنون الكون المتعدد، وعلق أنه يعتقد أن شخصية واندا كانت تملك أكثر مسار تطور للشخصية إثارة في الفيلم. كريس إي. هاينر من غايم سبوت وضع واندا ماكسيموف في المركز السابع في قائمته "أفضل 38 بطلًا خارقًا في عالم مارفل السينمائي"، وقال: "حتى قبل واندا فيجن، أثبتت واندا مرارًا مدى قوتها وما كانت مستعدة لفعله من أجل من تحب. ربما أخذت ذلك بعيدًا في أحدث أفلام دكتور سترينج، لكنها اتخذت القرار الصحيح في النهاية، ما يثبت أنها بطلة في جوهرها".

### الجوائز
| السنة | العمل                              | الجائزة                                           | الفئة                                                        | النتيجة | المرجع  |
| ----- | ---------------------------------- | ------------------------------------------------- | ------------------------------------------------------------ | ------- | ------- |
| 2015  | المنتقمون: عصر ألترون              | جوائز اختيار المراهقين 2015                       | أفضل نجم سينمائي صاعد                                        | رُشِّح     | [ 85 ]  |
| 2016  | كابتن أمريكا: الحرب الأهلية        | جوائز اختيار المراهقين 2016                       | أفضل كيمياء سينمائية (مع طاقم العمل)                         | رُشِّح     | [ 86 ]  |
| 2018  | المنتقمون: الحرب اللانهائية        | جوائز إم تي في للأفلام والتلفاز 2018              | أفضل مشهد قتال (مع طاقم العمل)                               | رُشِّح     | [ 87 ]  |
| 2018  | المنتقمون: الحرب اللانهائية        | جوائز اختيار المراهقين 2018                       | أفضل ممثلة في فيلم حركة                                      | رُشِّح     | [ 88 ]  |
| 2021  | واندا فيجن                         | جوائز إم تي في للأفلام والتلفاز                   | أفضل أداء في عرض                                             | فوز     | [ 89 ]  |
| 2021  | واندا فيجن                         | جوائز إم تي في للأفلام والتلفاز                   | أفضل مشهد قتال (مع كاثرين هان)                               | فوز     | [ 89 ]  |
| 2021  | واندا فيجن                         | جوائز رابطة نقاد هوليوود التلفزيونية الأولى       | أفضل ممثلة في مسلسل قصير أو أنثولوجي أو فيلم تلفزيوني        | رُشِّح     | [ 90 ]  |
| 2021  | واندا فيجن                         | جوائز دوريان                                      | أفضل أداء تلفزيوني                                           | رُشِّح     | [ 91 ]  |
| 2021  | واندا فيجن                         | حفل توزيع جوائز الإيمي برايم تايم الثالث والسبعين | أفضل ممثلة رئيسية في مسلسل قصير أو فيلم                      | رُشِّح     | [ 92 ]  |
| 2021  | واندا فيجن                         | جوائز نقاد التلفزيون 37                           | الإنجاز الفردي في الدراما                                    | رُشِّح     | [ 93 ]  |
| 2021  | واندا فيجن                         | جائزة "غولدن إيشو"                                | أفضل ممثلة تلفزيونية                                         | فوز     | [ 94 ]  |
| 2022  | واندا فيجن                         | حفل توزيع جوائز الغولدن غلوب التاسع والسبعين      | جائزة الغولدن غلوب لأفضل ممثلة – مسلسل قصير أو فيلم تلفزيوني | رُشِّح     | [ 95 ]  |
| 2022  | واندا فيجن                         | جوائز سوبر اختيار النقاد الثانية                  | أفضل ممثلة في مسلسل أبطال خارقين                             | فوز     | [ 96 ]  |
| 2022  | واندا فيجن                         | جوائز اختيار الأطفال 2022                         | أفضل نجمة تلفزيونية مفضلة (عائلية)                           | رُشِّح     | [ 97 ]  |
| 2022  | واندا فيجن                         | جوائز زحل السابعة والأربعين                       | أفضل ممثلة في مسلسل تلفزيوني على البث                        | رُشِّح     | [ 98 ]  |
| 2022  | دكتور سترينج في جنون الكون المتعدد | جوائز اختيار الناس 2022                           | نجمة الأفلام لعام 2022                                       | فوز     | [ 99 ]  |
| 2022  | دكتور سترينج في جنون الكون المتعدد | جوائز اختيار الناس 2022                           | نجمة أفلام الحركة لعام 2022                                  | فوز     | [ 99 ]  |
| 2023  | دكتور سترينج في جنون الكون المتعدد | جوائز اختيار الأطفال 2023                         | أفضل ممثلة سينمائية مفضلة                                    | رُشِّح     | [ 100 ] |
| 2023  | دكتور سترينج في جنون الكون المتعدد | جوائز اختيار النقاد المميزين الثالثة              | أفضل ممثلة في فيلم أبطال خارقين                              | رُشِّح     | [ 101 ] |
| 2023  | دكتور سترينج في جنون الكون المتعدد | جوائز اختيار النقاد المميزين الثالثة              | أفضل شرير في فيلم                                            | رُشِّح     | [ 101 ] |
| 2023  | دكتور سترينج في جنون الكون المتعدد | جوائز إم تي في للأفلام والتلفاز 2023              | أفضل شرير                                                    | فوز     | [ 102 ] |